# Süßer die Glocken nie klingen
Süßer die Glocken nie klingen (in italiano: "Mai le campane risuonano più dolcemente") è un tradizionale canto natalizio tedesco, il cui testo è stato scritto dal teologo e pedagogo Friedrich Wilhelm Kritzinger (1816–1890) ed è accompagnato da una melodia popolare della Turingia del 1808, intitolata Seht wie die Sonne dort sinket.

## Testo
Il testo, che si compone di tre strofe (di otto versi ciascuna), fa riferimento – come numerose altre canzoni natalizie – al suono delle campane, che risuonano durante le festività. In particolar modo, sottolinea il fatto che il loro suono è particolarmente dolce durante il periodo natalizio, più che in ogni altro periodo dell'anno:
Süßer die Glocken nie klingen

als zu der Weihnachtszeit:

S'ist als ob Engelein singen

wieder von Frieden und Freud'.

Wie sie gesungen in seliger Nacht, 

Glocken mit heiligem Klang,

Klinget die Erde entlang!

O, wenn die Glocken erklingen,

schnell sie das Christkindlein hört:

Tut sich vom Himmel dann schwingen

eilig hernieder zur Erd'.

Segnet den Vater, die Mutter, das Kind, 

Segnet den Vater, die Mutter, das Kind,

Glocken mit heiligem Klang,

Klinget die Erde entlang!

Klinget mit lieblichem Schalle

über die Meere noch weit,

dass sich erfreuen doch alle

seliger Weihnachtszeit.

Alle aufjauchzen mit herrlichem Sang!

Glocken mit heiligem Klang,

Klinget die Erde entlang!

## Versioni discografiche
Il brano è stato inciso da numerosi cantanti e gruppi musicali, quali:
- Erkan Aki
- Gabi Albrecht
- Peter Alexander (negli album Wunderschöne Weihnachtszeit del 1972 e Weihnachten mit Peter Alexander del 1985)
- Andrea Berg (nell'album Dezember Nacht del 2007)[3]
- Roberto Blanco (nell'album Christmas in Cuba del 1999)
- Boney M
- Sarah Connor (versione in inglese nell'album Christmas in My Heart del 2005)
- Costa Cordalis (nell'album Weihnachten mit Costa Cordalis del 1996)
- Aldo Crianza
- Die Flippers (nell'album Weihnachten mit den Flippers del 1987)
- Rex Gildo
- Heino
- Hansi Hinterseer
- Julio Iglesias (nell'album Ein Weihnachtsabend mit Julio Iglesias del 1978[4])
- Judith & Mel
- Andrea Jürgens (in Weihnachten mit Andrea Jürgens del 1979[5])
- Udo Jürgens
- Anna Maria Kaufmann
- Mara Kayser (nell'album Ein frohes Fest wünscht Mara Kayser del 1998)
- René Kollo
- Dieter Thomas Kuhn
- Audrey Landers (nell'album Das Audrey-Landers-Weihnachts-Album del 1992)
- Vicky Léandros
- Patrick Lindner
- Mireille Mathieu (nell'album Und wieder wird es Weihnachtszeit del 1976)
- Nana Mouskouri (nell'album Nana Mouskouri singt die schönsten deutschen Weihnachtslieder del 1973)
- Jantje Smit
- SWiM
- Tennessee
- Tölzer Knaben Chor
- Unheilig (nell'album Frohes Fest del 2002)
- Lena Valaitis
- Roger Whittaker